# Arthur Siewerdt
Arthur Siewerdt (Rio do Sul, 28 de janeiro de 1901 – 1956) foi um corretor de seguros e político brasileiro.
Filho de Alvina Siewerdt e de Erich Siewerdt. Casou com Rosália Siewerdt.
Foi candidato a deputado estadual para a Assembleia Legislativa de Santa Catarina nas eleições de 1954, pela União Democrática Nacional (UDN), recebendo 2.467. Ficando como suplnte, foi convocado em 1956 para a 3ª Legislatura (1955-1959).